# Lee Moore
Lee Moore (ur. 9 sierpnia 1995 w Mariettcie) – amerykański koszykarz, występujący na pozycji rzucającego obrońcy, od 2023 zawodnik Heroes Den Bosch.
5 marca 2020 podpisał kontrakt z MKS-em Dąbrowa Górnicza. 10 lipca zawarł z klubem umowę na kolejny sezon.
6 lipca 2021 po raz kolejny w karierze zawarł umowę z Basket Brescia Leonessa. 6 sierpnia 2022 został zawodnikiem Rawlplug Sokoła Łańcut. 28 października został zawodnikiem zespołu Anwil Włocławek. 23 września 2023 dołączył do holenderskiego Heroes Den Bosch.

## Osiągnięcia
Stan na 25 listopada 2023, na podstawie, o ile nie zaznaczono inaczej.

### NJCAA
- Uczestnik rozgrywek Sweet 16 turnieju NJCAA (2014)
- Mistrz regionu XXII NJCAA (2014)
- MVP turnieju ACCC (2014)
- Zaliczony do I składu:
  - All-ACCC North Division (2014)
  - ACCC All-Region (2014)

### NCAA
- Zaliczony do:
  - I składu turnieju Corpus Christi Challenge (2016)
  - III składu konferencji USA (2016)

### Drużynowe
- Mistrz FIBA Europe Cup (2023)[10][11]
- 3. miejsce podczas mistrzostw Włoch (2018)
- Finalista Pucharu Włoch (2018)

### Indywidualne
(* – wyróżnienia przyznane przez portal eurobasket.com)
- MVP kolejki ligi:
  - włoskiej (16 – 2017/2018)
  - polskiej (10 – 2020/2021)[12]
- Zaliczony do:
  - I składu:
    - sezonu EBL (2021)[13]
    - kolejki EBL (10, 18, 23 – 2020/2021, 6, 8, 9 – 2022/2023)[14][15][16][17][18][19]

  - II składu EBL (2021 przez dziennikarzy)[20]
  - składu honorable mention ligi*:
    - niemieckiej (2019)
    - włoskiej (2017)